# Compas (subgen muzical)
Compas (scris uneori Compas Direct, konpa direk, konpa) este stilul modern de muzică méringue în Haiti. Compas a fost popularizat în 1955 de formația Conjunto International. Nemours Jean-Baptiste, unul dintre conducătorii acestui grup, este considerat inventatorul acestui stil muzical. Numele provine din cuvântul spaniol compas, (măsură). În general, este executat în tempi medii spre-au grabit, cu accent pe chitara electrică, sintetizator, folosind ca instrumente soliste: saxofonul alto, trompeta sau un sunet echivalent al sintetizatorului. De asemenea, este principala muzica Antilele Franceze din Guadelupa și Martinica în cazul în care este adesea numi zouk. În America de Nord, festivalury sunt comune în Montreal, New York, Miami și Boston
În America de Nord, festivalurile compas sunt frecvente în Montreal, New York, Miami și Boston. Compas este popular în Caraibe, Angola, Republica Capului Verde, Brazilia, Panama, Africa, o parte din Franța, Canada, Sud și America de Nord.

## Muzicieni compas
| - Dj iET - Do-La - TANTAN/OLE - Krezi Mizik - Kassav' - Justina Nanes - Thierry Pierre - Allyssa Desire - Kreyol la - Coupé Cloué - Sweet Micky - Zin - Carimi - T-Vice - Robert Charlot / Nu Vice - K-Dans - Djakout Mizik - Evangel - Dega - D'sire - D'zin - Jean Michel Daudier - Nu-Look - Nu-Vice - Zenglen - Kreyol La | - Hangout - 50 - Gabel - Top-Vice - Zouk Machine - Mizik Mizik - Black Parents - Tabou Combo - Magnum Band - Skahshah - Sweet Konpa - Krezi Mizik - Alan Cave - Alberto S. Pierre - King Kino - Mr. Fraunchise - EVO - Vizyon - All Stars Music Magic de Port-de-Paix - Sinic Music de Port-de-Paix - Harmonick - Jazz des Jeunes - l'Orchestre Septentrionel - l'Orchestre Tropicana d'Haiti - Ibo Combo | - Les Freres Dejean - Shleu-Shleu - Skah-Shah - Scorpio Universel - Les Gypsies de Petionville - DP Express - Gemini Allstars - Bossa Combo - Tabou Combo - Magnum Band - Mini Allstars - System Band - Papash - Djet-X - Zekle - Les Loups Noirs - djazz la - Alan Cave - Nemours Jn Baptiste - Julien Paul - Webert Sicot - Missile 727 - Mario DeVolcy |